# Monte Guilarte
Monte Guilarte es el nombre que recibe una montaña en la isla y Estado libre asociado de Puerto Rico que se eleva hasta los 1.204 metros (3.950 pies) sobre el nivel del mar. La montaña se encuentra en la Cordillera Central, en el municipio de Adjuntas. Los terrenos que rodean al monte son protegidos como parte de un Bosque Estatal, y fueron designados bosque insular ya desde 1935.